# Anja Schillhaneck

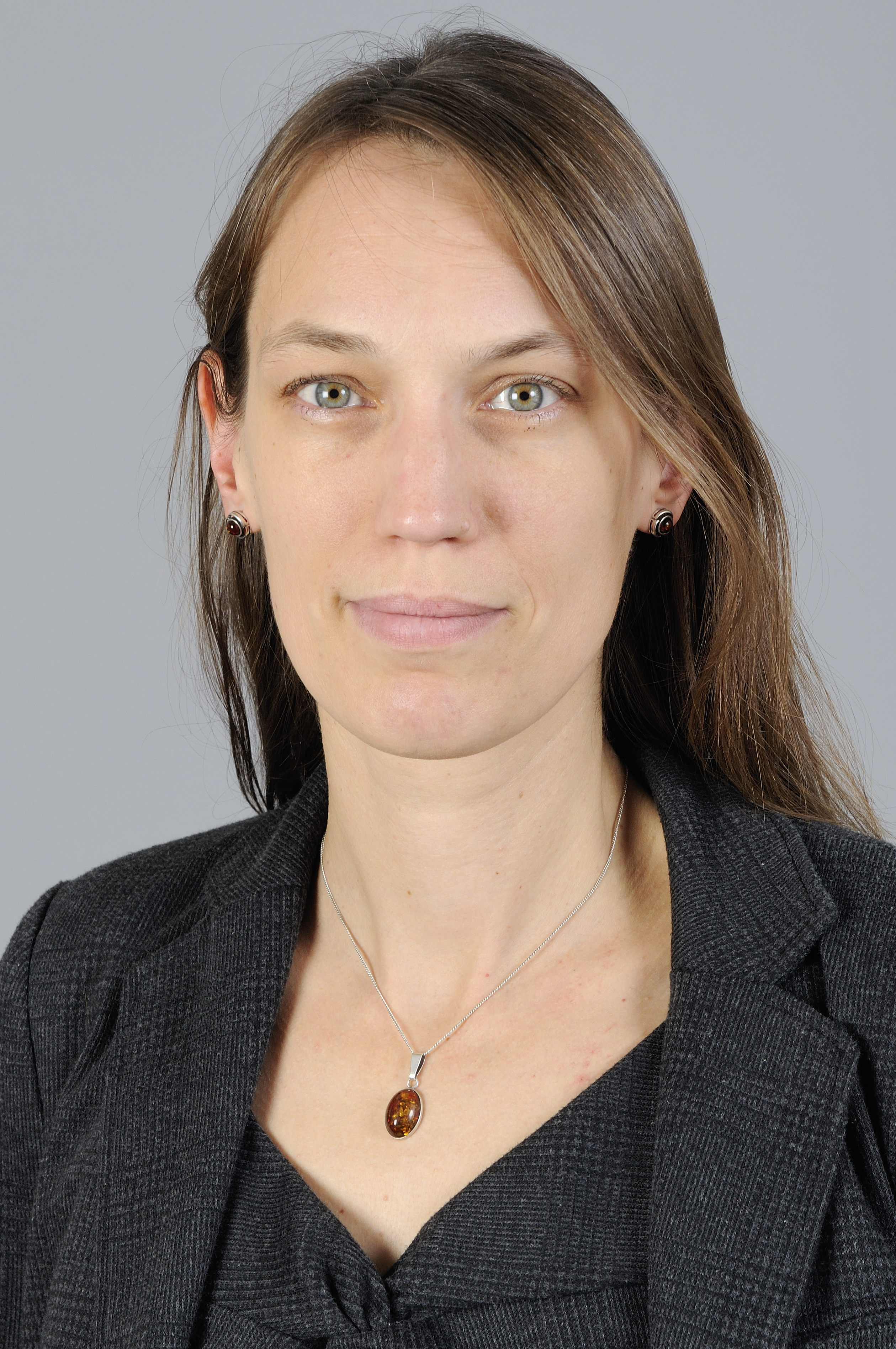
Anja Schillhaneck (2013)

Anja Schillhaneck (* 12. August 1973 in West-Berlin) ist eine deutsche Politikerin (Bündnis 90/Die Grünen). Sie war von 2006 bis 2019 Mitglied des Berliner Abgeordnetenhauses.

## Leben
Schillhaneck hat nach dem Abitur 1992 an der Technischen Universität, der Humboldt-Universität und der Freien Universität Berlin studiert. 2003 schloss sie ihr Studium als Diplom-Pädagogin ab. Von 2004 bis 2006 war sie Fachassistentin für Wissenschaft und Europaangelegenheiten der Fraktion Bündnis 90/Die Grünen im Abgeordnetenhaus von Berlin. Bis August 2008 war sie wissenschaftliche Mitarbeiterin am Institut für Soziologie der TU Berlin im Projekt „Netzwerke für Gründerinnen“.
Schillhaneck ist unter anderem Mitglied der GEW, des Bildungswerk Alternative Kommunalpolitik e. V. und des Vereins Digitalcourage.
Sie ist verheiratet und hat eine Tochter und einen Sohn.

## Politik
Schillhaneck ist seit 1995 Mitglied der Grünen und war von 2007 bis 2016 Sprecherin der Bundesarbeitsgemeinschaft Wissenschaft, Hochschule, Technologie.
2006 zog Schillhaneck auf Platz 9 der Landesliste der Grünen in das Berliner Abgeordnetenhaus ein und war dort während der gesamten 16. Wahlperiode stellvertretende Fraktionsvorsitzende und Sprecherin der Fraktion für den Bereich Wissenschaft und Forschung sowie ab Oktober 2008 Sprecherin für Europaangelegenheiten. Sie saß im Ausschuss für Wissenschaft und Forschung und im Ausschuss für Europa- und Bundesangelegenheiten, Medien, Berlin-Brandenburg und ist Mitglied der (ruhenden) Kuratorien mehrerer Hochschulen Berlins sowie Mitglied des Kuratoriums der Katholischen Hochschule für Sozialwesen Berlin.
Zur 17. Legislaturperiode zog sie auf Platz 5 der Landesliste wieder ins Parlament ein. Sie wurde von ihrer Fraktion zur Sprecherin für Wissenschaft, Forschung und Technologie sowie zur Sprecherin für Europa- und Bundesangelegenheiten gewählt. Seit September 2014 war sie zusätzlich Sprecherin für Sportpolitik.
In der konstituierenden Sitzung des Abgeordnetenhauses am 27. Oktober 2011 wurde sie auf Vorschlag der Fraktion Bündnis 90/Die Grünen zur Vizepräsidentin des Abgeordnetenhauses gewählt.
Zur Abgeordnetenhauswahl am 18. September 2016 trat sie sowohl auf Platz 5 der Landesliste ihrer Partei als auch als Direktkandidatin im Wahlkreis 6 Tempelhof-Schöneberg an. Ihre Wahl erfolgte über die Landesliste. In der Legislaturperiode übernahm sie die Rolle der Sprecherin für Finanzen und Wissenschaft.
Im Mai 2019 gab sie bekannt, dass sie aus persönlichen Gründen nach gut 13 Jahren zum 31. Juli 2019 ihr Mandat im Abgeordnetenhaus niederlegen werde. Für Schillhaneck rückte Petra Vandrey nach, bisherige Fraktionsvorsitzende der Grünen in der Bezirksverordnetenversammlung Charlottenburg-Wilmersdorf.
Schillhaneck lebt in Berlin-Marienfelde.